# Moe Koffman
Morris „Moe“ Koffman (* 28. Dezember 1928 in Toronto, Ontario; † 28. März 2001 in Orangeville, Ontario) war ein kanadischer Jazzmusiker (Flöten, Sopran-, Alt- and Tenorsaxophon, Klarinette).
Koffman besuchte das Toronto Conservatory of Music, verließ aber das Konservatorium ohne Abschluss, um in Tanzkapellen zu spielen. 1950 ging er in die Vereinigten Staaten, wo er in den Bands von Sonny Dunham und Jimmy Dorsey, aber auch in anderen Big Bands aktiv war. 1955 kehrte er nach Toronto zurück, wo er eine eigene Combo gründete. Die ersten Aufnahmen unter eigenem Namen waren sehr erfolgreich; sein „Swinging Shepherd Blues“ erreichte 1958 Platz 28 in der amerikanischen Hitparade und machte ihn in Amerika als Flötist ähnlich bekannt wie Herbie Mann oder Yusef Lateef.
Durch Rahsaan Roland Kirk angeregt, spielte Koffman verschiedene Instrumente (etwa Alt- und Tenorsaxophon) gleichzeitig und beschäftigte sich auch früh mit der Zirkularatmung. Er arbeitete nicht nur auf der Jazzszene, sondern auch in den Studios, wo er als Bassflötist anerkannt war.
In den 1970er Jahren nahm Koffman verschiedene Alben mit Arrangements von Werken klassischer Komponisten wie Bach, Mozart oder Vivaldi, die in Zusammenarbeit mit Doug Riley entstanden. Auch war er als Gastsolist mit verschiedenen Symphonieorchestern in Kanada auf Tournee, war aber auch regelmäßig in George’s Spaghetti House in Toronto zu hören, dessen Jazzprogramm er auch organisierte. Während der 1980er trat er gemeinsam mit Dizzy Gillespie und ab 1991 mit Peter Appleyard auf. Daneben musizierte er häufig mit den Gruppen von Rob McConnell.
Koffman erhielt 1981 den William Harold Moon Award von PRO Canada; 1991 wurde er mit dem Kunstpreis der Stadt Toronto ausgezeichnet. 1993 wurde er mit dem Order of Canada geehrt. 1993 und 1994 wurde er als Flötist des Jahres in den Annual Jazz Report Awards nominiert. 1997 wurde er mit der Aufnahme in die Canadian Music Hall of Fame geehrt.

## Diskographische Hinweise
- Hot And Cool Sax (1957)
- The Shepherd Swings Again (1958)
- Tales Of Koffman (1962)
- The Moe Koffman Quartet (1963)
- Moe Koffman Goes Electric (1967)
- The Four Seasons (1972)
- Master Session (1973)
- Things are looking up (1978)
- Back to Bach (1979)
- Oop pop a Da mit Dizzy Gillespie (1989) (Universal)